# Overkill (Savant)
Overkill è l'ottavo album del disc jockey, produttore discografico, musicista e cantante norvegese Aleksander Vinter, il sesto sotto lo pseudonimo di Savant. È stato pubblicato il 7 marzo 2013.

## Tracce
1. Big Ben – 1:22
2. Requiem of Dreams – 5:38
3. Overkill – 4:58
4. Storm the Gates – 3:11
5. Aces Sleeved – 9:00
6. Technodrome – 3:49
7. Vario 64 – 3:29
8. Love (feat. Vinter in Hollywood) – 5:15
9. Wade In The Water – 5:36
10. Wildstyle – 3:55
11. Feel Me – 2:31